# Henrique Dourado
José Henrique da Silva Dourado (São Paulo, Estado de São Paulo. Brasil, 15 de septiembre de 1989) conocido simplemente como Henrique Dourado, es un futbolista brasileño. Juega como delantero y su equipo actual es el Botafogo-PB. Tiene 35 años.

## Carrera
Henrique hizo su debut con el Flamengo de Guarulhos, en 2007. Dos años más tarde, se unió a Lemense, y anotó 14 goles en 2009 en el Campeonato Paulista Segunda División (Liga Estatal de segunda división).
En 2010, Henrique firmó un contrato con União São João. En agosto de 2011, se unió al Santo André. Hizo su debut para el club el 21 de agosto, contra Joinville, y anotos su primer gol casi un mes más tarde, contra Brasil de Pelotas.
En septiembre, Henrique dejó Santo André y se unió al Cianorte. Un año más tarde, al Chapecoense. Consiguió la promoción con el club, anotando 5 goles en 8 partidos. En diciembre de 2012,  firmó un contrato con Mogi Mirim. Hizo su debut el 20 de enero de 2013, contra Ponte Preta. Anotó su primer gol en la jornada 31.ª, contra Corinthians. El 27 de abril,  Anotó  un triplete en un 6-0 contra Botafogo-SP.
El 21 de mayo, firmó un préstamo de un año con el Santos, cinco días más tarde, hizo su debut en la Série A, en un 0-0 contra Flamengo.
El 9 de septiembre, después de que sólo jugó tres partidos de liga para Santos, Henrique firmó con Portuguesa. Marcó tres goles durante la temporada, con Portuguesa fue relegado a pesar de acabar en puesto 12.º.
Después de ser el goleodor en el Campeonato Paulista del 2014, Henrique se unió al Palmeiras el 28 de abril de 2014, préstamo hasta el fin del año.